# 虢镇街道
虢镇街道，是中华人民共和国陕西省宝鸡市陈仓区下辖的一个乡镇级行政单位。

## 行政区划
虢镇街道下辖以下地区：
东街社区、中街社区、西街社区、东堡村、南堡村、西堡村、北堡村和高家楞村。